# Хосе Маури
Хосе Маури (на италиански: José Mauri) е италиански футболист от аржентински произход, полузащитник, който играе за Талерес.

## Кариера

### Парма
Маури дебютира за Парма като резерва на 3 декември 2013 г. в четвъртия кръг на Копа Италия, като заменя Джани Мунари за последните 27 минути при 4:1 домакинска победа срещу АС Варезе 1910.
На 11 април 2015 г. той вкарва единствения гол при победата с 1:0 срещу Ювентус. Той го описва като „най-щастливият ден в живота ми“.

### Милан
В началото на сезон 2015/16 Маури преминава в Милан със свободен трансфер. Милан също така плаща 4 милиона евро на неизвестни лица. Маури прави дебют на 1 декември 2015 г., като изиграва 99 минути от мач за Копа Италия срещу Кротоне, като Милан печели с 3:1 след продължения.

### Емполи
На 30 август 2016 г. той е даден под наем на Емполи до края на сезона.

## Национален обор
Тъй като една от бабите му е италианка, Маури има право да играе за Аржентина и Италия. Въпреки че играе за младежкия отбор на Италия, Маури отказва да играе за отбора до 20 г., обявявайки желанието си да представлява само Аржентина.